# Антоніо Фарнезе
Антоніо Фарнезе (італ. Antonio Farnese; 29 листопада 1679 — 20 січня 1731) — 8-й герцог Пармський і П'яченцький у 1727—1731 роках.

## Життєпис

### Молоді роки
Походив з династії Фарнезе. Третій син герцога Рануччо II та Марії (доньки Франческо I д'Есте, герцога Модени і Реджо). Народився 1679 року в Пармі. Здобув домашню освіту. 1693 року помирає його старший брат Одоардо. 1694 року помер батько, внаслідок чого трон перейшов іншому братові Антоніо — Франческо Фарнезе.
У віці 18 років здійснив поїздку європейськими містами, яка, крім освітньої, мала стати засобом встановлення відносин між Фарнезе та європейськими правителями. З цієї нагоди отримав титул маркіза Сали. Його компаньйоном був граф Алессандро Ронков'єрі. Відвідали Міланське і Савойське герцогства, Францію, Англію, Іспанські Нідерланди, Голландську республіку, німецькі держави, Іспанію, Португалію.
У листопаді 1699 року їх пишно прийняв у Відні імператор Леопольд I Габсбург. Повертаючись з Австрії, вони зупинилися у Венеції, щоб відсвяткувати карнавал 1700 року, потім вони поїхали до Риму, Неаполя та Палермо. У листопаді 1700 року, після трьох років відсутності, повернулися до Парми, розтринькавши понад 2 млн пармських лір. За цим у своїй резиденції Сала-Баганца приділяв увагу бенкетам, азартним іграм і полюванню, для чого він прикрасив замок багатим павільйоном.

### Герцогування
1727 року після смерті брата Франческо Фарнезе успадкував герцогство Парми і П'янченци. У П'яченці прийняв присягу своїх підданих, але, щоб не створювати дипломатичних інцидентів, він не надав присягу ані Папському престолу, ані імператору Священної Римської імперії.
За порадою своєї фаворитки — графині Маргарити Боррі вирішив одружитися з Генрієттою, донькою Рінальдо III д'Есте. Весілля було пишно відзначено 5 лютого 1728 року. Нова герцогиня прибула до Парми 6 липня. Урядові акти, які герцог встиг ввести в дію, полягали в поновленні закликів до збільшення плантацій шовковиці для сприяння шовковій промисловості та бджільництву, а також для відновлення товарного ярмарку в П'яченці.
У 1729 році відновив використання масок на Пармському карнавалі. Раптово, 20 січня 1731 року, після трьох днів страждань, спричинених нападами блювання і гарячки, герцог помер. У своєму заповіті, складеному за день до смерті, він призначив спадкоємецею свою дружину, що була вагітна. Для допомоги їй утворювалася регентська рада на чолі з єпископом Камілло Мараццані. Проте відбувся викидень в удови. В результаті відповідно до Лондонської угоди 1718 року Пармське герцогство перейшло до внучатого небожа Карла де Бурбона.